# Pirognómico
Los materiales  pirognómicos  son fáciles de hacer pasar a la incandescencia. Los minerales y metales emiten brillo generalmente cuando se les calienta, pero los materiales pirognómicos lo hacen a una temperatura mucho más baja. La allanita y la gadolinita son ejemplos de minerales pirognómicos. El término fue introducido por el químico y mineralogista alemán Theodor Scheerer (1813-1873) en 1840, pero el fenómeno había sido observado previamente por William Hyde Wollaston and Jöns Jacob Berzelius.